# Naja nivea
Naja nivea é uma serpente da família dos elapídeos. É encontrada no sul da África, principalmente na África do Sul, Namíbia, Botswana e Lesoto.
Ela é diferenciada das outras najas por possuir uma coloração branco-amarelada que às vezes pode variar para uma coloração castanha na cabeça. Seu veneno é mortal, fazendo efeito entre 15 minutos e 2 horas. A naja muitas vezes é confundida com exemplares leucísticos de outras espécies.